# دانیلا اسکوبار
دانیلا اسکوبار دانکن (زاده ۱۶ ژانویه ۱۹۶۹) بازیگر، مجری تلویزیون و صداپیشه برزیلی است. در سال ۲۰۱۷، اسکوبار با RecordTV قرارداد امضا کرد تا نقش آنجلا در فیلم آخرالزمان را بازی کند.
اسکوبار در سائو بورخا در ایالت ریو گرانده جنوبی، برزیل متولد شد. او در سن ده سالگی به همراه خانواده اش به پورتو آلگره برزیل نقل مکان کرد. پدرش ژائو کارلوس اسکوبار یک وکیل شرکتی و نویسنده است و مادرش لوسیا ایارا تاتش یک معلم انگلیسی است. اصل و نسب اسکوبار آلمانی، اتریشی و پرتغالی است.
اسکوبار با جیم مونژاردیم کارگردان فیلم و تلویزیون برزیلی ازدواج کرد. منژاردیم و اسکوبار در سال ۲۰۰۳ طلاق گرفتند. اسکوبار متعاقباً در سال ۲۰۰۹ با مارسلو وولنر (تاجر) ازدواج کرد، اما بعداً در سال ۲۰۱۰ طلاق گرفت در سال ۲۰۱۷ اسکوبار گیاهخوار شد و از آن زمان به بعد مربی بهداشت شد و از «انستیتو مربی سلامت شیکاگو» فارغ‌التحصیل شد.

## فیلم‌شناسی

### تلویزیون
| سال  | فیلم                       | اعتبار                   | یادداشت                             |
| ---- | -------------------------- | ------------------------ | ----------------------------------- |
| ۱۹۹۲ | تصمیم بگیرید               | پاتریشیا                 | قسمت: "تابو"                        |
| ۱۹۹۴ | مدونا د سدرو               | لورا                     |                                     |
| ۱۹۹۴ | گرمسیری                    | برنیس                    |                                     |
| ۱۹۹۵ | یک آیداد دا لوبا           | گبی                      |                                     |
| ۱۹۹۶ | آنجو د میم                 | ترزا                     |                                     |
| ۱۹۹۷ | تصمیم بگیرید               |                          | قسمت: "O Sósia"                     |
| ۱۹۹۸ | تصمیم بگیرید               | لورا                     | قسمت: "لورا"                        |
| ۱۹۹۹ | چیکوینها گونزاگا           | آمالیا                   |                                     |
| ۲۰۰۰ | تصمیم بگیرید               | مارلین                   | قسمت: "مانیا د کاسار"               |
| ۲۰۰۰ | Aquarela do Brasil         | بلا لاندو                |                                     |
| ۲۰۰۰ | سوپربونیتا                 | ارائه کننده              | ۲۰۰۰–۲۰۰۵                           |
| ۲۰۰۱ | براوا جنته                 | لوسیلا                   | قسمت: "A Sonata"                    |
| ۲۰۰۱ | ای کلون                    | مایسا فراز               |                                     |
| ۲۰۰۳ | یک کاسا داس ست مولرز       | پرپتوآ                   |                                     |
| ۲۰۰۳ | کوباناکان                  | واندا                    | قسمت‌ها: "۲۷–۲۹ مه ۲۰۰۳"             |
| ۲۰۰۴ | ام سو کوراسائو             | سولداد                   |                                     |
| ۲۰۰۴ | دیاریستا                   | صوفیه                    | قسمت: "Aquele com a Volta da Sósia" |
| ۲۰۰۵ | آمریکا                     | ایرنه ویلا نوا           |                                     |
| ۲۰۰۵ | Dança dos Famosos 1        | شرکت کننده               | نمایش واقعی Domingão Do Faustão     |
| ۲۰۰۶ | دیاریستا                   | سونیا                    | قسمت: "Aquele do Papagaio"          |
| ۲۰۰۷ | O Segredo da Princesa Lili | یروانا                   | ویژه آخر سال                        |
| ۲۰۰۸ | Dicas de um Sedutor        | اولیویا                  | قسمت: "Amor Não Tem Idade"          |
| ۲۰۱۱ | Ti Ti Ti                   | داگویلن اولیویرا / پاملا | مشارکت ویژه                         |
| ۲۰۱۱ | ویدا دا جنته               | سوزانا یبارا مورائس      |                                     |
| ۲۰۱۳ | فلور دو کارییب             | ناتالیا فونسکا           |                                     |
| ۲۰۱۵ | Amor Secreto               | ایرنه گوتیرز ویلما       | دوبله صدای برزیلی                   |
| ۲۰۱۶ | یک Garota da Moto          | برناردا سیلز آلبوکرکی    | فصل ۱                               |
| ۲۰۱۷ | آخرالزمان                  | آنجلا منزس               |                                     |

### سینمایی
| سال  | فیلم                                            | اعتبار     | یادداشت    |
| ---- | ----------------------------------------------- | ---------- | ---------- |
| ۱۹۹۶ | ریتینها                                         | ریتینها    | فیلم کوتاه |
| ۲۰۰۴ | ویدا دی منینا                                   | کارولینا   |            |
| ۲۰۰۵ | Jogo Subterrâneo                                | تانیا      |            |
| ۲۰۰۵ | Diário de um Novo Mundo                         | دونا ماریا |            |
| ۲۰۰۶ | O Dono do Mar                                   | کامبورینا  |            |
| ۲۰۱۰ | 400 Contra 1 - Uma História do Crime Organizado | ترزا       |            |
| ۲۰۱۶ | سرد                                             | بریتنی     |            |
| ۲۰۱۶ | برای همیشه دیگر                                 | آلیس       |            |
| ۲۰۱۷ | منو پاک کن                                      | هلنا (صدا) | فیلم کوتاه |
| ۲۰۱۷ | یافتن جوزف                                      |            |            |
| ۲۰۱۷ | دیمینوتا                                        | درا. آنه   |            |